# Goheung
Goheung (Goheung-gun, âm Hán Việt: Cao Hưng quận) là một huyện ở tỉnh Jeolla Nam, Hàn Quốc.
Trung tâm không gian Hàn Quốc đang được xây dựng ở phía nam Goheung, với sự hợp tác của Nga. Tọa độ trung tâm này là 34°26' độ vĩ bắc và 127°30' đô kinh đông.
Goheung nằm ở một trong những khu vực cực nam bán đảo Triều Tiên. Huyện này có 3 bên là biển với 19 hòn đảo có người ở và 152 đảo không có người ở.

## Khí hậu
| Dữ liệu khí hậu của Goheung              | Dữ liệu khí hậu của Goheung | Dữ liệu khí hậu của Goheung | Dữ liệu khí hậu của Goheung | Dữ liệu khí hậu của Goheung | Dữ liệu khí hậu của Goheung | Dữ liệu khí hậu của Goheung | Dữ liệu khí hậu của Goheung | Dữ liệu khí hậu của Goheung | Dữ liệu khí hậu của Goheung | Dữ liệu khí hậu của Goheung | Dữ liệu khí hậu của Goheung | Dữ liệu khí hậu của Goheung | Dữ liệu khí hậu của Goheung |
| Tháng                                    | 1                           | 2                           | 3                           | 4                           | 5                           | 6                           | 7                           | 8                           | 9                           | 10                          | 11                          | 12                          | Năm                         |
| ---------------------------------------- | --------------------------- | --------------------------- | --------------------------- | --------------------------- | --------------------------- | --------------------------- | --------------------------- | --------------------------- | --------------------------- | --------------------------- | --------------------------- | --------------------------- | --------------------------- |
| Trung bình ngày tối đa °C (°F)           | 6.9 (44.4)                  | 9.0 (48.2)                  | 13.3 (55.9)                 | 19.1 (66.4)                 | 23.3 (73.9)                 | 26.1 (79.0)                 | 28.9 (84.0)                 | 30.3 (86.5)                 | 26.9 (80.4)                 | 22.3 (72.1)                 | 15.7 (60.3)                 | 9.8 (49.6)                  | 19.3 (66.7)                 |
| Trung bình ngày °C (°F)                  | 1.3 (34.3)                  | 3.0 (37.4)                  | 7.2 (45.0)                  | 12.7 (54.9)                 | 17.3 (63.1)                 | 21.1 (70.0)                 | 24.7 (76.5)                 | 25.7 (78.3)                 | 21.6 (70.9)                 | 15.7 (60.3)                 | 9.2 (48.6)                  | 3.5 (38.3)                  | 13.6 (56.5)                 |
| Tối thiểu trung bình ngày °C (°F)        | −3.6 (25.5)                 | −2.4 (27.7)                 | 1.3 (34.3)                  | 6.2 (43.2)                  | 11.4 (52.5)                 | 16.6 (61.9)                 | 21.4 (70.5)                 | 22.0 (71.6)                 | 16.9 (62.4)                 | 9.7 (49.5)                  | 3.2 (37.8)                  | −2.0 (28.4)                 | 8.4 (47.1)                  |
| Lượng Giáng thủy trung bình mm (inches)  | 27.7 (1.09)                 | 48.9 (1.93)                 | 80.6 (3.17)                 | 120.1 (4.73)                | 140.2 (5.52)                | 216.0 (8.50)                | 266.7 (10.50)               | 268.7 (10.58)               | 175.1 (6.89)                | 43.6 (1.72)                 | 46.7 (1.84)                 | 19.3 (0.76)                 | 1.453,4 (57.22)             |
| Số ngày giáng thủy trung bình (≥ 0.1 mm) | 5.3                         | 6.0                         | 8.3                         | 8.4                         | 9.1                         | 9.9                         | 13.0                        | 11.7                        | 8.7                         | 4.5                         | 6.0                         | 4.3                         | 95.2                        |
| Độ ẩm tương đối trung bình (%)           | 65.1                        | 64.2                        | 64.0                        | 64.0                        | 68.2                        | 74.5                        | 80.0                        | 77.2                        | 74.4                        | 69.1                        | 68.5                        | 67.1                        | 69.7                        |
| Số giờ nắng trung bình tháng             | 173.0                       | 176.9                       | 205.4                       | 226.2                       | 233.0                       | 192.6                       | 180.6                       | 212.2                       | 191.8                       | 221.2                       | 179.7                       | 176.9                       | 2.370,3                     |
| Nguồn:                                   |                             |                             |                             |                             |                             |                             |                             |                             |                             |                             |                             |                             |                             |